# Oblast de Sume
Sume ou Sumy (ucraniano: Суми) é uma região (óblast) da Ucrânia, sua capital é a cidade de Sume. Foi criado em 10 de janeiro de 1939.